# Nicolaas Molenaar (1892-1973)
Nicolaas Felix Andreas Molenaar (Den Haag, 27 juni 1892 - Groesbeek, 22 mei 1973) was een Nederlands architect.

## Levensloop
Molenaar jr. was de zoon van Nicolaas Molenaar sr., een van de belangrijkste leerlingen van Pierre Cuypers. Hij begon zijn opleiding tot architect op het bureau van zijn vader en volgde later een cursus ornamentstudie aan de Academie in Den Haag. Hij werkte tot 1925 samen met zijn vader en voltooide enkele door hem gestarte kerken, zoals de Marthakerk in Den Haag.
Zijn eerste zelfstandige opdracht was in 1925 de bouw van de Haagse Allerheiligste Sacramentskerk. Hij bouwde in zijn begintijd nog in een late neogotische stijl, maar ging in de jaren 20 over naar het traditionalisme, waarbij hij beïnvloed werd door de bouwstijl van Alexander Kropholler.
In 1957 startte hij een associatie met Pieter Sips en in dit jaar bouwden zij samen de Onze-Lieve-Vrouw van Fatimakerk. Het bureau Molenaar en Sips bouwde kerken en scholen in modernistische stijl. Nadat Molenaar het bureau verliet werd het door Sips voortgezet.
Molenaar was naast architect ook actief als redacteur bij het vaktijdschrift Van Bouwen en Sieren en redactievoorzitter bij het Rooms Katholiek Bouwblad.

## Lijst van bouwwerken
| Bouw      | Naam                                                     | Plaats                               | Bijzonderheden                                   | Afbeelding |
| --------- | -------------------------------------------------------- | ------------------------------------ | ------------------------------------------------ | ---------- |
| 1916      | Post- en telegraafkantoor, Leeghwaterstraat 9            | Middenbeemster                       | Met Nicolaas Molenaar sr.                        |            |
| 1917      | Antonius en Corneliuskerk                                | Den Hoorn                            | Met Nicolaas Molenaar sr.                        |            |
| 1920-1930 | Meisjes- en bewaarschool, Korenlaan                      | Alkmaar                              |                                                  |            |
| 1921      | H. Martha-School                                         | Stortenbekerstraat 205-207, Den Haag | Met Nicolaas Molenaar sr.                        |            |
| 1924-1926 | Bartolomeüskerk                                          | Poeldijk                             | Met Nicolaas Molenaar sr., ontwerp uit 1913-1915 |            |
| 1925      | Jongenschool met gymnastiekzaal, Korenlaan               | Alkmaar                              |                                                  |            |
| 1925      | Marthakerk                                               | Den Haag                             | Vergroting en toren bestaande kerk               |            |
| 1925      | Allerheiligst Sacramentskerk                             | Den Haag                             |                                                  |            |
| 1925-1935 | Meisjesschool                                            | Enkhuizen                            |                                                  |            |
| 1926      | Kindervakantieoord Sint-Jozef                            | Egmond aan Zee                       |                                                  |            |
| 1927      | Onze-Lieve-Vrouw-van-Goeden-Raadkerk                     | Honselersdijk                        |                                                  |            |
| 1927      | Herenhuis, Jacob de Graefflaan                           | Den Haag                             |                                                  |            |
| 1929      | Sint-Jozeflyceum                                         | Alkmaar                              |                                                  |            |
| 1929-1930 | Theresia van Lisieuxkerk                                 | Den Haag                             |                                                  |            |
| 1931      | Heilige-Martelaren-van-Gorcumkerk                        | Koog aan de Zaan                     |                                                  |            |
| 1933-1943 | Klooster Mariaoord                                       | De Goorn                             |                                                  |            |
| 1934      | Onze-Lieve-Vrouw van Lourdeskerk                         | Zuidermeer                           |                                                  |            |
| 1935      | Willibrorduskerk                                         | Vleuten                              | Uitbreiding bestaande kerk                       |            |
| 1936      | Zusterklooster Sint-Jozefzorg                            | Den Haag                             |                                                  |            |
| 1937      | Bartholomeüskerk                                         | Voorhout                             | Uitbreiding bestaande kerk                       |            |
| 1947      | Onze-Lieve-Vrouw Onbevlekt Hartkerk                      | Den Haag                             |                                                  |            |
| 1947-1948 | Onze-Lieve-Vrouw van Altijddurende Bijstandkerk          | Sliedrecht                           |                                                  |            |
| 1949-1959 | Kleuterschool, Jacob de Graefflaan 10-14                 | Den Haag                             |                                                  |            |
| 1951      | Andreaskerk                                              | Kwintsheul                           | Uitbreiding bestaande kerk met o.a. nieuw koor   |            |
| 1957      | Onze-Lieve-Vrouw van Fatimakerk                          | Den Haag                             | Met P. Sips                                      |            |
| 1958      | Martelaren van Gorcumkerk                                | Den Haag                             |                                                  |            |
| 1958      | Technische School Sint-Paulus, Meppelweg 339-343         | Den Haag                             | Met P. Sips                                      |            |
| 1960      | Christus Koningschool, Granaathorst 2-4                  | Den Haag                             | Met P. Sips                                      |            |
| 1961      | Carmelkerk, O.L. Vrouw van de Berg Carmel                | Amstelveen                           | Met P. Sips, afgebroken in 1994                  |            |
| 1961-1964 | Technische School Sint-Bernulfus, Burgemeester Elsenlaan | Rijswijk                             | Met P. Sips                                      |            |
| 1962      | Goede Herderkerk                                         | Ermelo                               | Met P. Sips                                      |            |
| 1963      | Technische School Niek Savio                             | Amersfoort                           | Met P. Sips                                      |            |
| 1970      | Technische School Die                                    | Heemskerk                            | Met P. Sips                                      |            |

## Bron
- Nederlandse Architectuur Instituut - Molenaar, Nicolaas Felix Andreas
- Bonas - Gegevens over: Molenaar jr., N.F.A.